# Esolus czwalinae
Esolus czwalinae là một loài bọ cánh cứng trong họ Elmidae. Loài này được Kuwert miêu tả khoa học năm 1889.